# Алетрис
Алетрис (лат. Aletris) — род растений семейства Нартециевые (Nartheciaceae), естественно произрастающий на территории Северной Америки и Восточной Азии.

## Ботаническое описание
Представители рода — многолетние травянистые растения с корневищами. Листья расположены в густых прикорневых розетках; их пластинки могут быть узколинейными, ланцетными, обратноланцетными, линейно-эллиптическими или эллиптическими, плоскими и кожистыми, а дистальные края сливаются, образуя шиловидные кончики. Высота растений варьирует в пределах 2–10 дм.
Соцветия кистевидные. Цветки обычно снабжены по два шиловидных, неравных прицветника, расположенных на коротких ножках; околоцветник может быть белым, желтым или золотисто-оранжевым, принимая цилиндрическую, колокольчатую или обратнояйцевидную форму, с шероховатыми абаксиальными поверхностями; околоцветник состоит из шести сросшихся листочков, соединенных у основания; пыльники, вытянутые в продольно-ланцетную форму. Плоды представляют собой 3-гнездные коробочки. Семена окрашены в янтарный цвет, имеют глубокие борозды и эллипсовидную или яйцевидную форму размером 0,5–0,8 мм.

## Таксономия
Aletris L., первое упоминание в Sp. Pl. : 319 (1753).

### Синонимы
- Meta-aletris Masam.
- Stachyopogon Klotzsch

### Виды
Согласно данным сайта WFO Plantlist на июнь 2023 года, род состоит из 25 видов:
- Aletris alpestris Diels
- Aletris aurea Walter
- Aletris bracteata Northr.
- Aletris capitata F.T.Wang & Tang
- Aletris cinerascens F.T.Wang & Tang
- Aletris farinosa L. typus[4]
- Aletris foliata (Maxim.) Bureau & Franch.
- Aletris foliolosa Stapf
- Aletris glabra Bureau & Franch.
- Aletris glandulifera Bureau & Franch.
- Aletris gracilis Rendle
- Aletris laxiflora Bureau & Franch.
- Aletris lutea Small
- Aletris megalantha F.T.Wang & Tang
- Aletris nana S.C.Chen
- Aletris obovata Nash
- Aletris pauciflora (Klotzsch) Hand.-Mazz.
- Aletris pedicellata F.T.Wang & Tang
- Aletris scopulorum Dunn
- Aletris simpliciflora R.Li & Shu D.Zhang
- Aletris spicata (Thunb.) Franch.
- Aletris stenoloba Franch.
- Aletris × tottenii E.T.Browne , гибрид
- Aletris yaanica G.H.Yang

Виды находящийся в статусе рассмотрения:
- Aletris arabica Deflers
- Aletris dracaenoides Roxb. ex Roem. & Schult.
- Aletris japonica Thunb.